# Mosonmagyaróvár (nádraží)
Mosonmagyaróvár je železniční stanice v maďarském městě Mosonmagyaróvár, který se nachází v župě Győr-Moson-Sopron. Stanice byla otevřena v roce 1855, kdy byla zprovozněna trať mezi Győrem a Bruck an der Leitha.

## Provozní informace
Stanice má celkem 2 nástupiště a 4 nástupní hrany. Ve stanici je možnost zakoupení si jízdenky a je elektrifikovaná střídavým proudem 25 kV, 50 Hz. Provozuje ji společnost MÁV.

## Doprava
Stanice je jedinou stanicí ve městě. Zastavuje zde spousta mezinárodních vlaků EuroCity a railjet. Osobní vlaky zde odsuď jezdí do Budapešti, Vídně a Győru. Od 3. července 2020 zde zastavují 2 páry vlaků RegioJet z Prahy do Budapešti.

## Tratě
Stanicí prochází tato trať:
- Budapešť–Hegyeshalom–Rajka (MÁV 1)

## Galerie

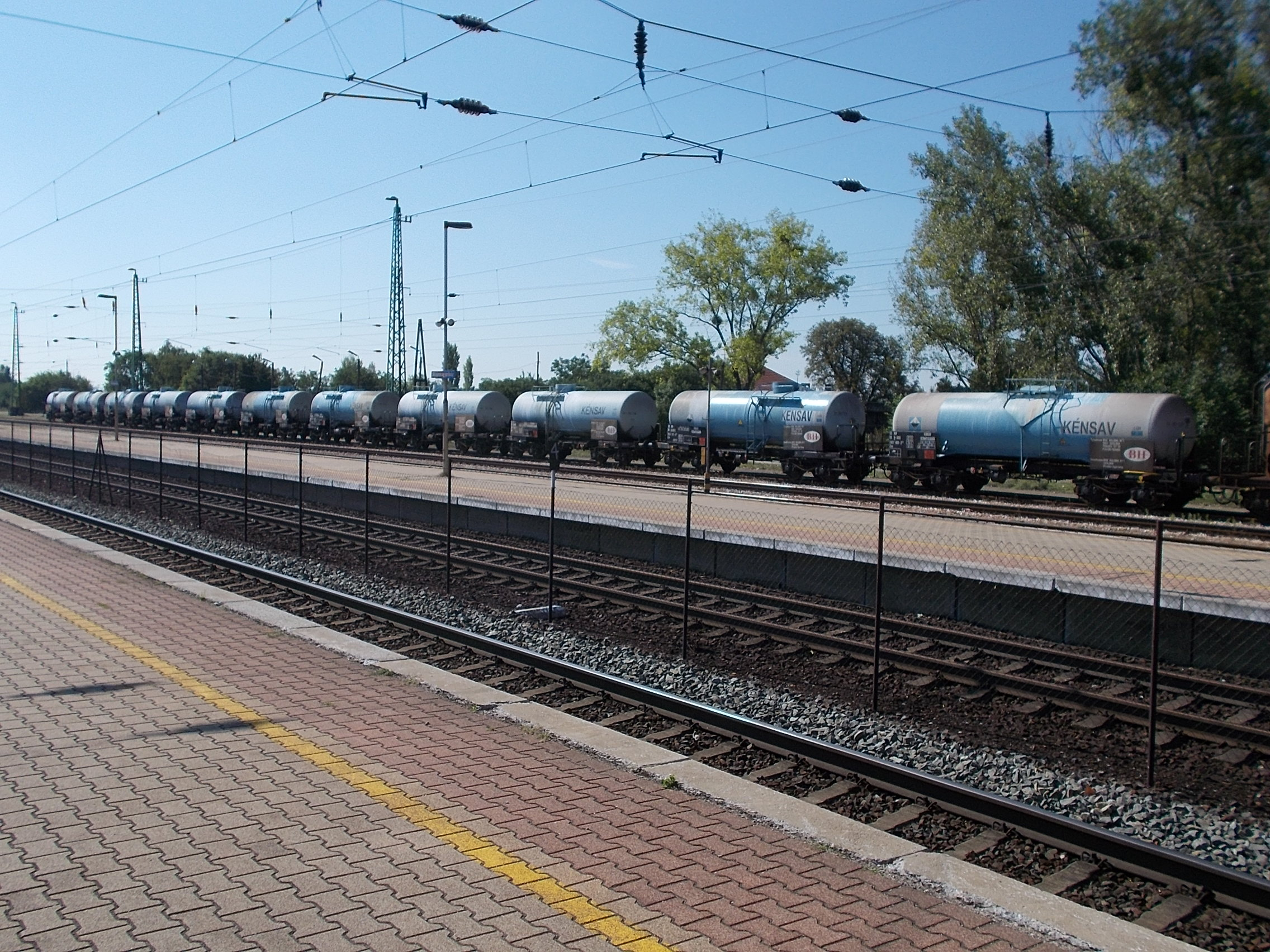
Pohled na stanici.
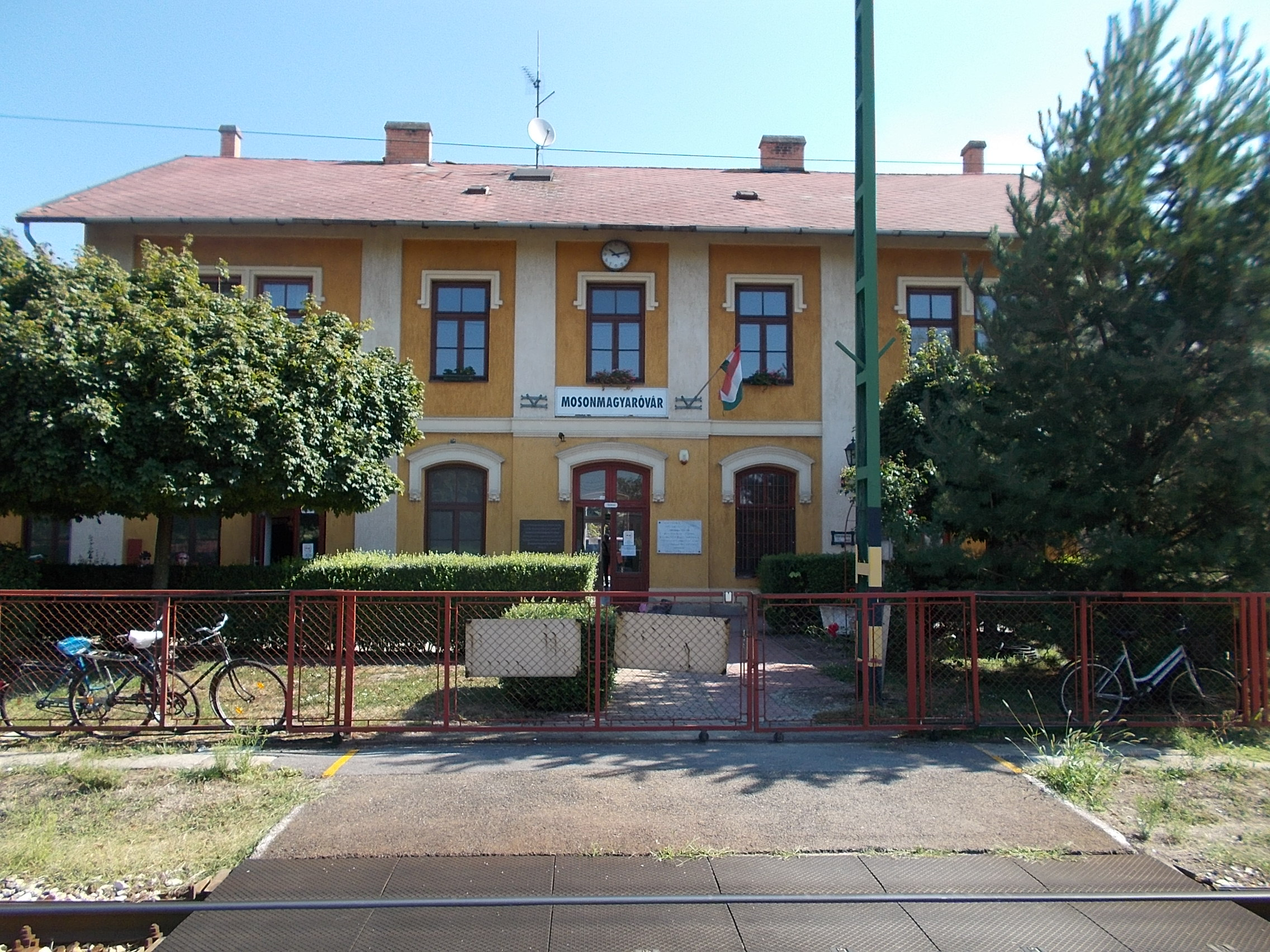
Pohled na staniční budovu.
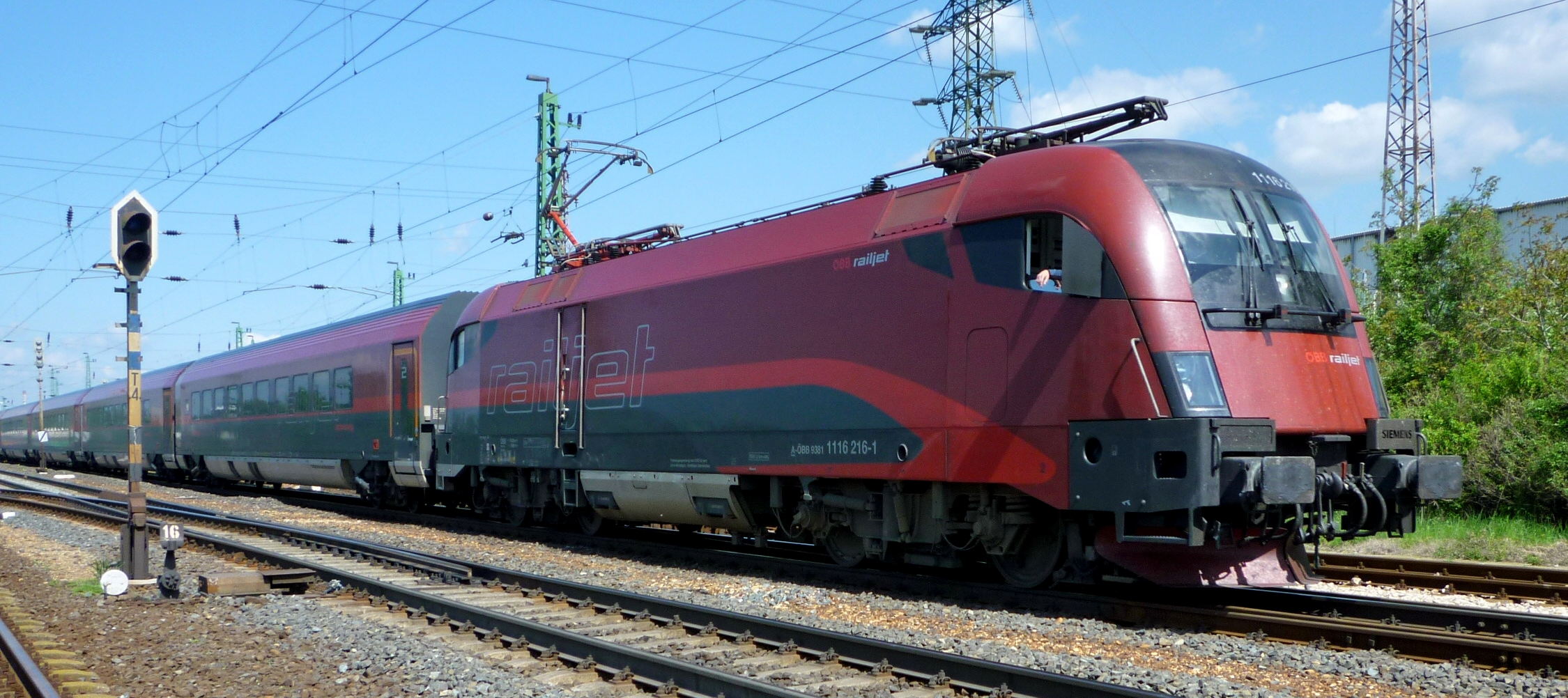
Odjezd vlaku railjet ze stanice.